# Altenach
Altenach (en alsacià Àltenàch) és un municipi francès, situat a la regió del Gran Est, al departament de l'Alt Rin. L'any 1999 tenia 344 habitants.

## Demografia
| 1962 | 1968 | 1975 | 1982 | 1990 | 1999 |
| ---- | ---- | ---- | ---- | ---- | ---- |
| 229  | 247  | 285  | 306  | 360  | 344  |

## Administració
| Període | Identitat                 | Partit |
| ------- | ------------------------- | ------ |
| -2001   | Madeleine Trommenschlager |        |
| 2001-   | Jean-Luc Lamere           |        |